# Статуя Джорджа Вашингтона (Нью-Джерси)
«Джордж Вашингтон» или «Вашингтон пересекает Делавэр», — большая мраморная статуя, созданная около 1876 года, итальянскими скульпторами братьями Джанфранки. Скульптура изображает генерала Джорджа Вашингтона в образе с картины 1851 года «Вашингтон, пересекает Делавэр» Эмануэля Лойце. Она принадлежала банкиру Махлон Дикерсону Эйру и экспонировалась на Всемирной выставке 1876 года в Филадельфии. В настоящее время статуя находится в районе Милл-Хилл города Трентон, штат Нью-Джерси, США.

## История
Около 1876 года скульпторы братья Джанфранки из итальянской Каррары, вырезали эту статую Джорджа Вашингтона из цельного куска каррарского мрамора. Она была создана по образу с картины «Вашингтон пересекает Делавэр» Эмануэля Лойце. Владельцем статуи был Махлон Дикерсон Эйр, банкир из Филадельфии, который в то время проживал во Флоренции. Он одолжил статую для Всемирной выставка 1876 года, проходившей в парке Фэрмаунт в Филадельфии. 25 апреля 1889 года, после смерти Эйра, статуя была продана на аукционе за 300 долларов Джорджу Р. Уиттекеру, которого сопровождали два члена городского совета из Трентона, Эдмунд К. Хилл и Льюис Р. Лоутон. Младший орден объединённых американских механиков (англ. The Junior Order of United American Mechanics) воздвиг гранитный постамент для статуи в 1892 году. 18 октября 1892 года статуя была открыта как монумент Вашингтону в недавно созданном парке Кадваледер в Трентоне. Статуя была расположена на утёсе напротив реки Делавэр, которую Вашингтон пересёк перед своей победой в сражении при Трентоне утром 26 декабря 1776 года. Во время двухсотлетия 1976 года статуя была перемещена на площадь возле дома Дугласа в районе Милл-Хилл в Трентоне. Дом был штаб-квартирой Вашингтона в ночь на 2 января 1777 года, после битвы при Эссанпинк-Крик, также известной как вторая битва при Трентоне.

## Описание
Вашингтон изображён стоящим в лодке лицом вперёд, с поставленной на её нос правой ногой. Он одет в военную форму Континентальной армии с плащом и треуголкой с кокардой. С левой стороны висит вложенный в ножны меч. Его левая рука согнута, держа плащ. В правой руке он держит телескоп. Статуя имеет высоту 4,3 м. Статуя установлена на гранитном постаменте. Надпись на передней стороне гласит: «Этот постамент был воздвигнут Мл. О. О. А. М. и подарен городу Трентону 18 октября 1892 года».

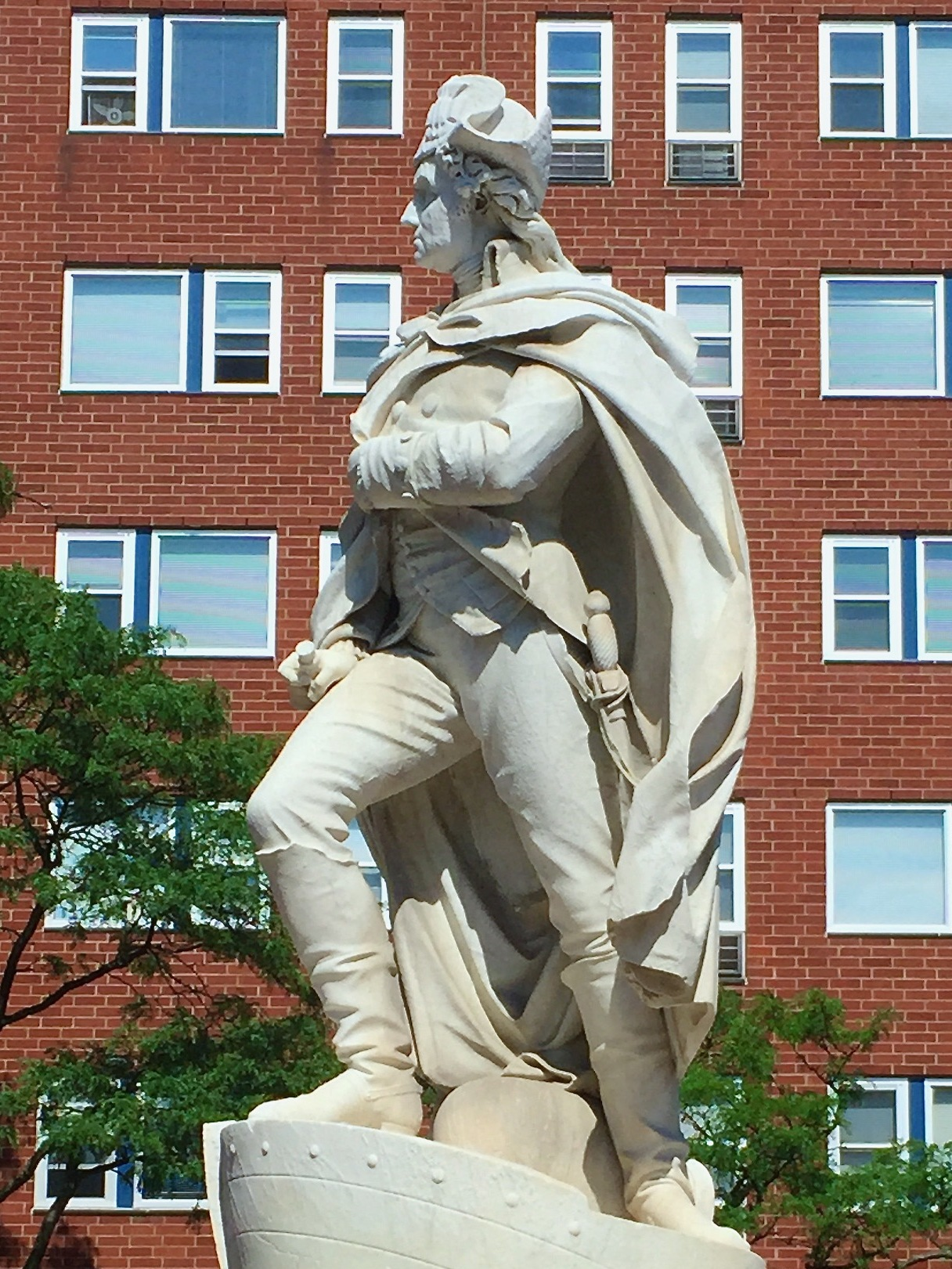
Фото статуи в профиль
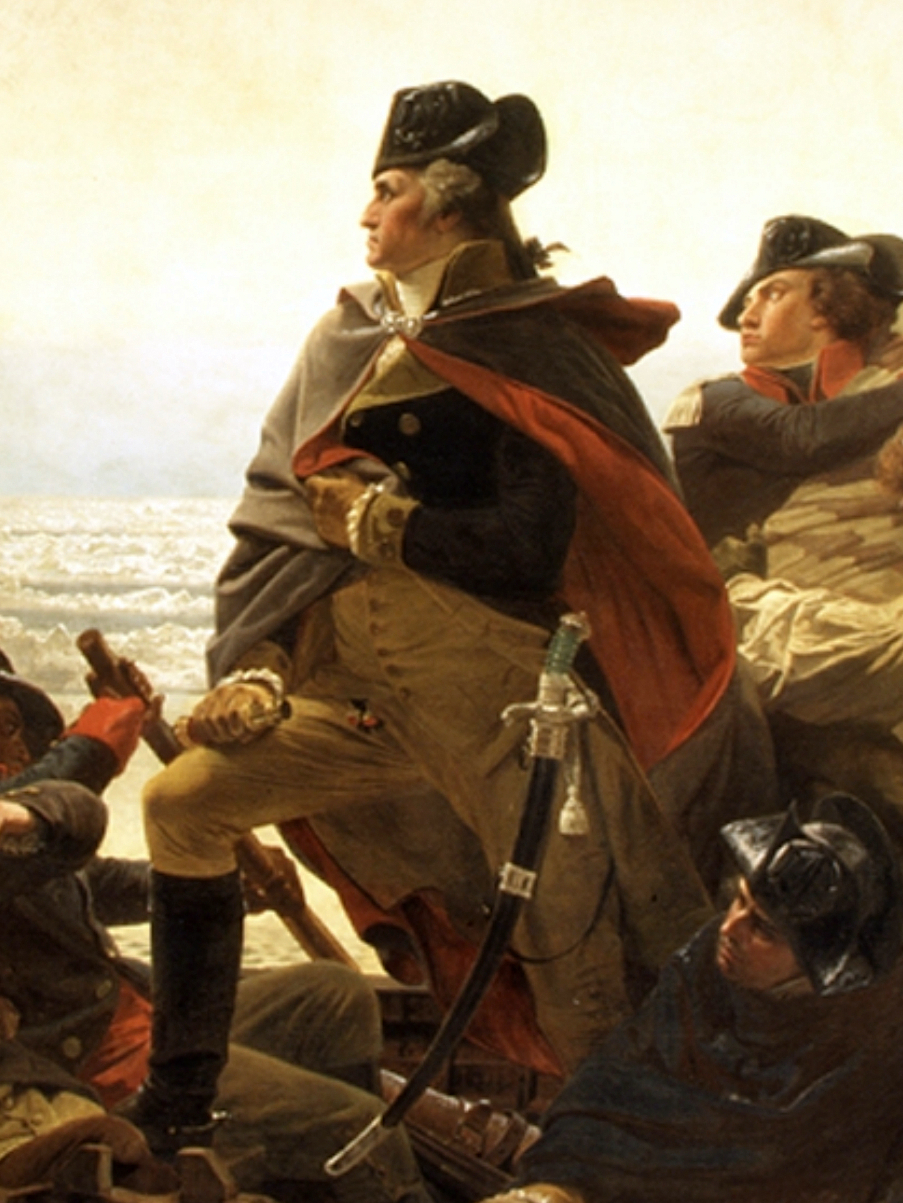
Образ Вашингтона на картине
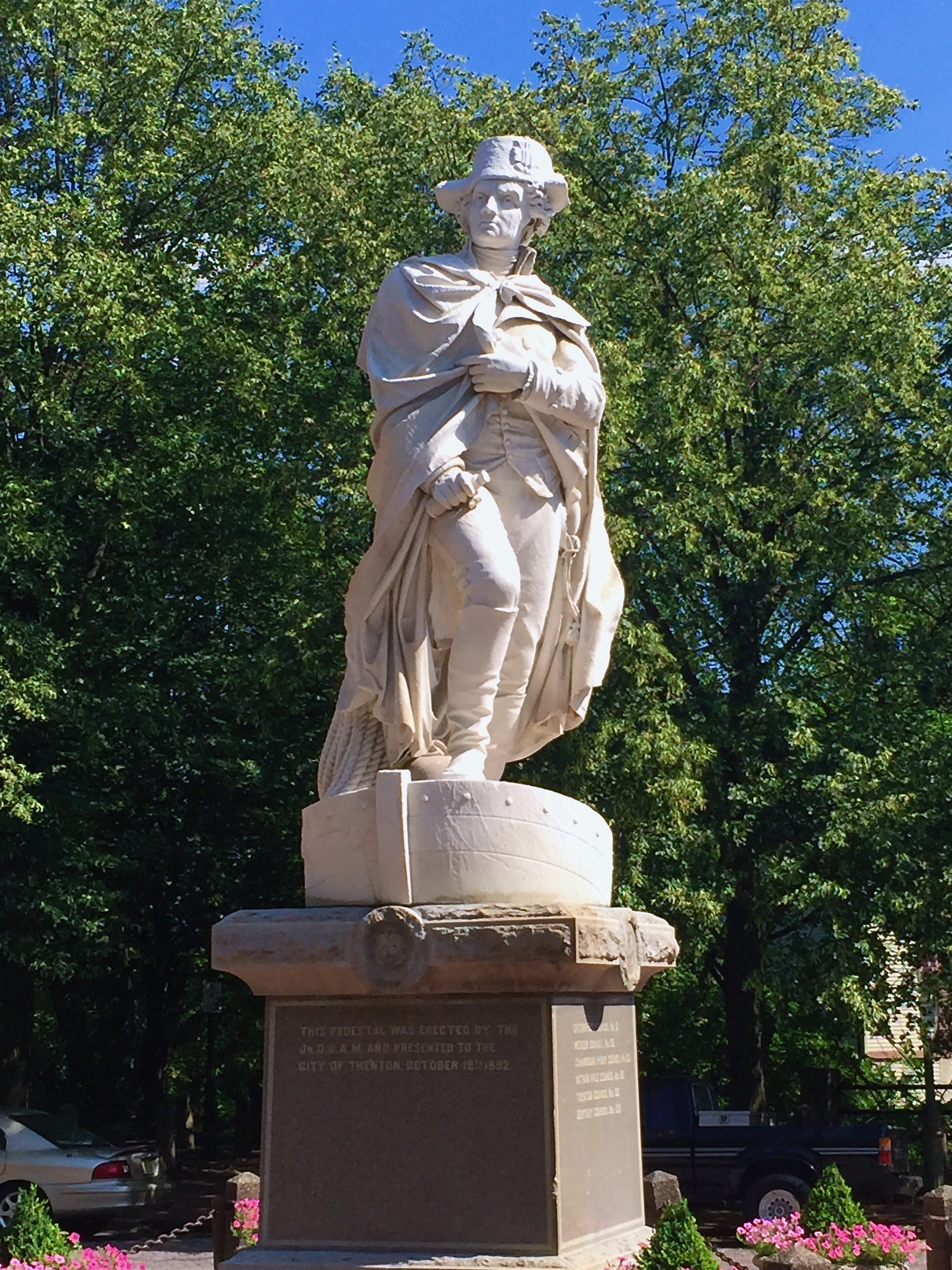
Фото статуи вместе с пьедесталом